# 法沃罗勒 (厄尔-卢瓦省)
法沃罗勒（法語：Faverolles，法語發音：[favʁɔl] ⓘ）是法国厄尔-卢瓦省的一个市镇，属于德勒区。

## 地理
法沃罗勒（48°41'15"N, 1°34'42"E）面积9.94 平方千米，位于法国中央-卢瓦尔河谷大区厄尔-卢瓦省，该省份为法国北部内陆省份，北起顺时针与厄尔省、伊夫林省、埃松省、卢瓦雷省、卢瓦-谢尔省、萨尔特省和奧恩省接壤。
与法沃罗勒接壤的市镇（或旧市镇、城区）包括：拉布瓦西耶尔-埃科勒、米坦维尔、勒塔特尔戈德朗。

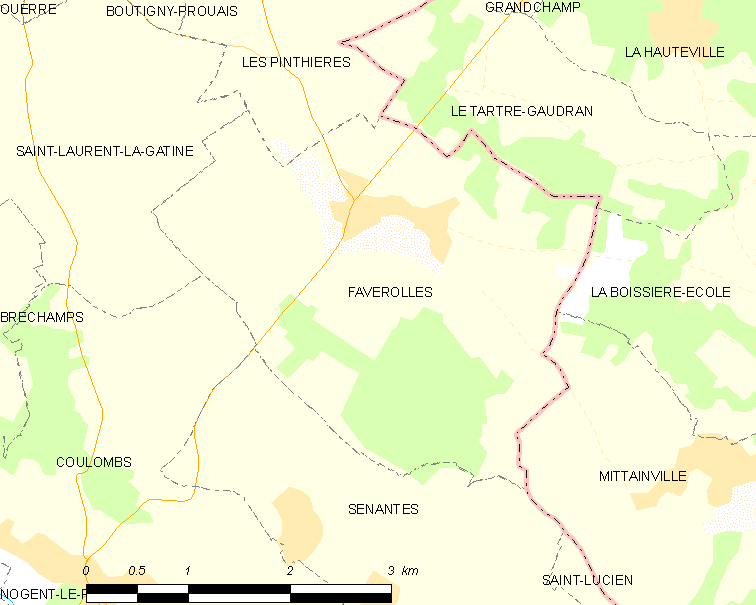
的OSM定位图

法沃罗勒的时区为UTC+01:00、UTC+02:00（夏令时）。

## 行政
法沃罗勒的邮政编码为28210，INSEE市镇编码为28146。

## 政治
法沃罗勒所属的省级选区为埃佩尔农县。

## 人口

1962-2008年间人口变化图示

法沃罗勒于2022年1月1日时的人口数量为818人。